# 佐原一哉
佐原 一哉（さはら かずや、1958年 - ）は日本の音楽プロデューサー、キーボーディスト、作曲家、編曲家。妻は沖縄民謡歌手の古謝美佐子。

## 経歴
福岡県門司市（現北九州市門司区）生まれ。小学生時代にピアノを始めるが、音楽はほとんど独学という。同志社大学在学中にスカ・ニュー・ウェイヴバンド『ザ・ノーコメンツ』結成、リーダーを務め、同時期に黒人に憧れている京都在住の若手音楽家の寄り合いサークル『京都黒人会』の発起人となり会長に就任。『会長』のニックネームは1970年代後半に由来する。同志社大学卒業。1980年、『ザ・ノーコメンツ』でビクター音楽産業からメジャー・デビュー。3枚のアルバムとシングル2枚を同バンドで残し、このバンドは『スカバンドのパイオニア』と呼ばれる。その後、沖縄音楽や関西の河内音頭、江州音頭など伝統的大衆音楽にかかわり、プロデュース。作曲家としては森進一、都はるみ、三波春夫などに楽曲提供。1997年、独自レーベル「サハラコジャ」を発足。1998年、古謝美佐子と結婚。DISC MILKを主宰。

## プロデュースしたアーティスト
- 河内家菊水丸（河内音頭取り 1984年、1991年）
- 桜川唯丸（江州音頭取り　1988-1995年、2006年）
- ネーネーズ
- 古謝美佐子
- 宮里奈美子

## 受賞
- 第45回日本レコード大賞金賞（2003年）：「童神〜ヤマトグチ〜」（夏川りみ）作曲
- 第7回宮良長包音楽賞特別賞（2010年）：古謝美佐子とともに